# Romola
Romola est un roman de la femme de lettres britannique George Eliot paru en 1862-1863, et dont l'action se passe au XVe siècle. C'est une étude de la vie artistique, religieuse, intellectuelle et sociale de la ville de Florence à la Renaissance. Il a été publié en quatorze livraisons dans le Cornhill Magazine de juillet 1862 (volume 6, no 31) à août 1863 (volume 8, no 44). Plusieurs personnages historiques de l'Histoire de Florence apparaissent dans le roman.

## Résumé
Le roman commence à Florence en 1492 : Christophe Colomb vient de partir vers le Nouveau Monde, et la ville est en deuil, à la suite de la mort de son dirigeant, Laurent de Médicis. Dans ce contexte, un marchand florentin rencontre un inconnu naufragé, qui se présente sous le nom de Tito Melema, un jeune intellectuel grec au style italien. Tito rencontre d’autres Florentins, comme le barbier nommé Nello, ainsi qu'une jeune fille, appelée Tessa ; il est aussi présenté à Bardo de Bardi, un érudit aveugle, et sa fille Romola. Tandis que Tito commence à s’habituer à sa vie à Florence, assistant Bardo dans ses recherches sur l’antiquité, il s’éprend de Romola. Nella toutefois tombe amoureuse de Tito, et celui-ci feint de l’épouser, lors d’un simulacre de cérémonie de mariage.    
Tito apprend de Frère Luca, un moine dominicain, que son père adoptif a été rendu à l’esclavage, et lui demande son aide. Tito remet en question son devoir de fils, auquel il donne la même valeur que ses nouvelles ambitions à Florence. Il décide finalement qu’il serait futile d’essayer de sauver son père adoptif :ceci ouvre la voie à un vrai mariage de Tito et de Romola. Un peu plus tard, Frère Luca tombe  malade et décide de parler, avant de mourir, à sa sœur Romola, avec laquelle il a perdu tout contact. Ignorant les intentions de Romola, Frère Luca la prévient d’une de ses visions, prédisant son mariage à un mystérieux inconnu qui lui apportera beaucoup de malheur, ainsi qu'à son père. Après la mort de Frère Luca, Tito conseille à Romola d’ignorer cet avertissement et de lui faire confiance. Romola et Tito sont fiancés à l’occasion du carnaval, et leur mariage est prévu à Pâques : lorsque Tito reviendra d’un voyage à Rome.  
Le roman reprend sa narration en novembre 1494, plus de dix-huit mois après leur mariage. À ce moment, la Première Guerre d’Italie a vu Florence traverser des moments incertains. Jérôme Savonarole prêche auprès des Florentins pour purger l’Église et la ville du fléau et de la corruption, et parvient à susciter du soutien envers le nouveau gouvernement républicain. Pierre II de Médicis, le fils et successeur de Laurent de Médicis, aux commandes du gouvernement florentin, a été chassé hors de la ville par sa capitulation ignominieuse au main de l’envahisseur, le roi français Charles VIII. Le Palais Médicis est pillé, et la famille officiellement forcée de quitter la ville. Dans ce contexte, Tito, devenu un membre estimé de la société florentine, participe à l’accueil des envahisseurs français. Tito rencontre un prisonnier en fuite, qui se trouve être son père adoptif, Balthazar. Pris de panique et de culpabilité lorsqu'il est mis en face de sa précédente inaction, Tito nie connaitre le fugitif, le traitant de fou. Balthazar se réfugie dans la cathédrale de Florence, où il jure de se venger de son fils adoptif déloyal. Sa crainte allant croissant, Tito prévoit de quitter Florence : il trahit Bardo, son beau-père (maintenant mort depuis quelques mois), en vendant le contenu de sa bibliothèque. Ceci révèle à Romola la véritable nature de son mari, et elle quitte secrètement Tito et Florence ; elle est toutefois convaincue par Savonarole de revenir remplir son devoir auprès de son mari et de ses compagnons florentins. Mais l’amour de Romola et de Tito est maintenant bien mort. 
La narration du roman marque une pause entre le jour de Noël 1494 et le mois d'octobre 1496. À cette période, Florence traverse des épisodes d’instabilité politique, de conflits et de famines. Sous la direction de Savonarole, la ferveur religieuse a balayé Florence, menant au bûcher des vanités. La ligue italique a déclaré la guerre au roi français et à Florence, son alliée italienne. La famine et les maladies ravagent la ville. Romola, qui soutient désormais Savonarole, aide comme elle le peut les pauvres et les malades. Pendant ce temps, Tito est impliqué dans un jeu complexe de manœuvres politiques et d'allégeances fourbes au sein du nouveau gouvernement florentin. Parallèlement, il a échappé aux tentatives de Balthazar de le tuer et de le dénoncer, et entretient une relation conjugale secrète avec Tessa, avec qui il a eu deux enfants. Romola est devenue méfiante envers Tito, et chacun cherche à détruire les projets de l’autre. Romola rencontre un Balthazar affaibli, qui lui révèle le passé de Tito et la mène à Tessa. 
L’instabilité politique devient visible à Florence. Cinq partisans de la famille Médicis sont condamnés à mort, y compris le parrain de Romola, Bernardo del Nero. Elle apprend que Tito a participé à leur arrestation. Romola supplie Savonarole d’intervenir : il refuse. La confiance de Romola envers Savonarole et Florence est remise en question, et elle quitte à nouveau la ville. Pendant ce temps, le Pape demande de Florence l’exil de Savonarole. Son arrestation est empêchée par une émeute, qui tourne son attention vers plusieurs membres de l’élite politique florentine. Tito devient la cible des émeutiers, mais échappe à la horde en sautant dans l’Arno. Toutefois, en sortant du fleuve, Tito est tué par Balthazar.
Romola rejoint la côte. Copiant Costanza dans le Décaméron de Boccace, elle se laisse porter en mer sur une petite embarcation, dans l'intention de se laisser mourir ; mais le bateau l’emmène jusqu’à un petit village touché par la peste, où elle aide les survivants. Cette expérience donne à Romola un nouveau but dans la vie : elle retourne à Florence. Savonarole est jugé pour hérésie et brûlé au bûcher ; son influence toutefois reste une inspiration aux yeux de Romola. Cette dernière prend soin de Tessa et de ses deux enfants, à l’aide de sa cousine. L’histoire se termine sur une scène montrant Romola qui donne des conseils au fils de Tessa - conseils tirés de ses propres aventures, et des influences qui l'ont marquée. 

## Personnages
- Romola de' Bardi
- Tito Melema
- Baldassare Calvo
- Jérôme Savonarole
- Tessa
- Bardo de' Bardi
- Nello
- Piero di Cosimo
- Dino de' Bardi (Fra Luca)
- Bratti Ferravecchi
- Nicolas Machiavel

## Adaptation au cinéma
- 1924 : Romola, film muet américain de Henry King, avec Lillian Gish, Dorothy Gish, William Powell.

## Éditions
- Romola, Harper and Brothers, 1863
- Romola, édition de Dorothea Barrett, Penguin, 1996

### Traductions en français
- 1887 : Romola, ou Florence et Savonarole, traduction de Alexandre-François d'Albert-Durade, Hachette.

## Pour en savoir plus

#### Article francophone
- Stéphanie Richet, « Masques et mascarades dans Romola par George Eliot : la traversée des apparences », Cahiers victoriens et edwardiens, no 77,‎ printemps 2013 (lire en ligne),

#### Articles anglophones
- John A. Huzzard, « The Treatment of Florence and Florentine Characters in George Eliot's "Romola" », Italica, vol. 34, no 3,‎ septembre 1957, p. 158-165 (8 pages) (lire en ligne ),
- Carole Robinson, « "Romola": A Reading of the Novel », Victorian Studies, vol. 6, no 1,‎ septembre 1962, p. 29-42 (14 pages) (lire en ligne ),
- Lawrence Poston, III, « Setting and Theme in Romola », Nineteenth-Century Fiction, vol. 20, no 4,‎ mars 1966, p. 355-366 (12 pages) (lire en ligne ),
- Donald L. Hill, « Pater's Debt to Romola », Nineteenth-Century Fiction, vol. 22, no 4,‎ mars 1968, p. 361-377 (17 pages) (lire en ligne ),
- William J. Sullivan, « Piero di Cosimo and the Higher Primitivism in Romola », Nineteenth-Century Fiction, vol. 26, no 4,‎ mars 1972, p. 390-405 (16 pages) (lire en ligne ),
- J. B. Bullen, « George Eliot's Romola as a Positivist Allegory », The Review of English Studies, New Series, vol. 26, no 104,‎ novembre 1975, p. 425-435 (11 pages) (lire en ligne ),
- Susan M. Greenstein, « The Question of Vocation: From Romola to Middlemarch », Nineteenth-Century Fiction, vol. 35, no 4,‎ mars 1981, p. 487-505 (19 pages) (lire en ligne ),
- Mary Gosselink De Jong, « "Romola: A Bildungsroman" for Feminists? », South Atlantic Review, vol. 49, no 4,‎ novembre 1984, p. 75-90 (16 pages) (lire en ligne ),
- Karen Chase, « The Modern Family and the Ancient Image in "Romola" », Dickens Studies Annual, vol. 14,‎ 1985, p. 303-326 (24 pages) (lire en ligne ),
- Susan Schoenbauer Thurin, « The Madonna and the Child Wife in Romola », Tulsa Studies in Women's Literature, vol. 4, no 2,‎ automne 1985, p. 217-233 (17 pages) (lire en ligne ),
- Mary G. De Jong, « Different Voices: Moral Conflict in "Jane Eyre, The Mill on the Floss," and "Romola" », CEA Critic, vol. 51, nos 2/3,‎ printemps 1989, p. 55-65 (11 pages) (lire en ligne ),
- Robert E. Norton, « The Aesthetic Education of Humanity: George Eliot's "Romola" and Schiller's Theory of Tragedy », The Journal of Aesthetic Education, vol. 25, no 4,‎ hiver 1991, p. 3-20 (18 pages) (lire en ligne ),
- Anna K. Nardo, « Romola and Milton: A Cultural History of Rewriting », Nineteenth-Century Literature, vol. 53, no 3,‎ décembre 1998, p. 328-363 (36 pages) (lire en ligne ),
- Daniel S. Malachuk, « "Romola" and Victorian Liberalism », Victorian Literature and Culture, vol. 36, no 1,‎ 2008, p. 41-57 (17 pages) (lire en ligne ),
- Gary Wihl, « Republican Liberty in George Eliot's "Romola" », Criticism, vol. 51, no 2,‎ printemps 2009, p. 247-262 (16 pages) (lire en ligne ),
- Nancy Henry, « The "Romola" Code: "Men of Appetites" in George Eliot's Historical Novel », Victorian Literature and Culture, vol. 39, no 2,‎ 2011, p. 327-348 (22 pages) (lire en ligne ),
- Andrew Thomson, « George Eliot's Quarry for Romola: An Edition of the Notebook Held in the Morris L. Parrish Collection at Princeton University Library (C0171 [no. 69]) », George Eliot - George Henry Lewes Studies, vol. 66, nos 1/2,‎ 2014, p. 5-99 (95 pages) (lire en ligne ),
- Jacob Jewusiak, « Large-Scale Sympathy and Simultaneity in George Eliot's "Romola" », Studies in English Literature, 1500-1900, vol. 54, no 4,‎ automne 2014, p. 853-874 (22 pages) (lire en ligne ),
- Meechal Hoffman, « “Her soul cried out for some explanation”: Knowledge and Acknowledgment in George Eliot's Romola », George Eliot - George Henry Lewes Studies, vol. 68, no 1,‎ 2016, p. 43-59 (17 pages) (lire en ligne ),
- Alyssa Bellows, « Romola's “Thinking Bodies”: Reading for Proprioception with George Eliot; or, Postural Consciousness as Psychological Realism », Style, vol. 52, no 4,‎ 2018, p. 440-458 (19 pages) (lire en ligne ),